# Kemer-Talsperre
Die Kemer-Talsperre (türkisch Kemer Barajı) befindet sich im Süden der Türkei in der Provinz Aydın am Akçay, einem Nebenfluss des Großen Mäander.
Die Kemer-Talsperre wurde in den Jahren 1954–1958 errichtet.
Das Absperrbauwerk besteht aus einer 108,5 m hohen Gewichtsstaumauer aus Beton. 
Der zugehörige 12,1 km² große Stausee besitzt ein Speichervolumen von 358 Mio. m³.
Das Wasserkraftwerk verfügt über eine installierte Leistung von 48 MW. 
Das Regelarbeitsvermögen beträgt 143 GWh im Jahr.
Die Talsperre dient der Bewässerung einer Fläche von 57.847 ha.